# Daniel Gillies
Daniel Gillies (* 14. března 1976 Winnipeg, Manitoba, Kanada) je novozélandský herec, který se narodil v Kanadě. Nejvíce se proslavil rolí Elijaha (Eliáše) Mikaelsona v seriálu Upíří deníky a jeho spin-offu The Originals a rolí doktora Joela Gorana v seriálu Nemocnice Hope.

## Životopis
Narodil se ve Winnipeg ve státě Manitoba v Kanadě. Když mu bylo pět let, jeho rodina se rozhodla vrátit na Nový Zéland. Jeho otec byl pediatr a jeho matka zdravotní sestra. O herectví se začal zajímat na Unitec School of Performing Arts.

## Kariéra
Debutem jeho herecké kariéry bylo účinkování v novozélandském seriálu Street Legal, kde si v letech 2000-2002 zahrál roli Tim O'Connora. Objevil se ve filmu Spider-Man 2 v roli Johna Jamesona, kde hlavní role hráli Kirsten Dunst a Tobey Maguire.
Objevil se v seriálu Námořní vyšetřovací služba jako britský agent MI-6.
V roce 2010 získal roli Elijaha Mikaelsona v seriálu Upíří deníky. V roce 2012 získal roli doktora Joela Gorana v seriálu Nemocnice Hope. Aktuálně hraje ve spin-offu seriálu Upíří deníky The Originals.

## Osobní život
V roce 2004 se oženil s herečkou Rachael Leigh Cook. V roce 2013 se páru narodila dcera Charlotte Easton Gilliesová a o dva roky později, 4. dubna 2015, se narodil syn Theodore Vigo Sullivan Gillies. V červnu roku 2019 oznámili prostřednictvím instagramu, že se rozhodli rozejít.

## Filmografie

### Film
| Rok  | Název                     | Role           | Poznámky                 |
| ---- | ------------------------- | -------------- | ------------------------ |
| 1998 | Vojáková milenka          | medik          |                          |
| 2001 | Nikdo tě neuslyší         | Dirk Mettcalfe |                          |
| 2002 | Various Positions         | Marcel         |                          |
| 2004 | Moje velká indická svatba | Johnny Wickham |                          |
| 2004 | Trespassing               | Mark           |                          |
| 2004 | Spider-Man 2              | John Jameson   |                          |
| 2006 | The Sensation of Sight    | Dylan          |                          |
| 2006 | Matters of Life and Death | Jimmy          | krátkometrážní film      |
| 2007 | Dream Cruise              | Jack Miller    |                          |
| 2007 | Captivity                 | Gary Dexter    |                          |
| 2008 | Uncross the Stars         | Troy           |                          |
| 2012 | Broken Kingdom            | Jason          | Také režisér a producent |

### Televize
| Rok       | Název                         | Role             | Poznámky                                               |
| --------- | ----------------------------- | ---------------- | ------------------------------------------------------ |
| 1999      | Mladý Herkules                | Antos            | díl: „My Fair Lilith“                                  |
| 2000      | Cleopatra 2525                | sexy muž         | díl: „Mind Games“                                      |
| 2000      | Street Legal                  | Tim O'Connor     | hlavní role (1.–2. řada)                               |
| 2002      | Kai a Gerda                   | Delfont Chalfont | TV film                                                |
| 2002      | Mentors                       | král Artuš       | díl: „Once and Future King“                            |
| 2002      | Jeremiah                      | Simon            | díl: „The Long Road: Part 1“                           |
| 2005      | Na Západ                      | Ethan Biggs      | mini-seriál                                            |
| 2007      | Mistři hrůzy                  | Jack Miller      | díl: „Dream Cruise“                                    |
| 2010–2014 | Upíří deníky                  | Elijah Mikaelson | Vedlejší role, 23 dílů                                 |
| 2010      | Slunečno, místy vraždy        | Dave Rollins     | díl: „Dvojník“                                         |
| 2010      | Námořní vyšetřovací služba    | Peter Malloy     | díl: „Království a věrní“                              |
| 2010      | Pravá krev                    | Jon              | díl: „Krysy v dohledu“                                 |
| 2012–2015 | Nemocnice Hope                | Dr. Joel Goran   | Hlavní role (1.–3. řada), 47 dílů                      |
| 2013–2018 | The Originals                 | Elijah Mikaelson | Hlavní role, 92 dílů také režisér (díl: „Phantomesque“ |
| 2017      | Tým SEAL                      | Nate Massey      | 2 díly                                                 |
| 2017      | The Lost Wife of Robert Durst | Robert Durst     | TV film                                                |
| 2019      | Virgin River                  | Mark             | vedlejší role (1. řada), 7 dílů                        |